# Унген
Унге́н (на молдовски: Ungheni, Унгень; на руски: Унгены) в град в Молдова, център на Унгенски район.

## История
Първото споменаване е в указа на Стефан III Велики, датирано от 20 август 1462 г. Става град и районен център през 1940 г. От 29 юни 1972 е град на републиканско подчинение на МССР.
След Втората световна война населението значително нараства; през 1991 г. то достига 43 хил. жители.

## География
Градът е разположен на река Прут, намира се на 62 метра над морското равнище. Отстои на 107 км от Кишинев, 85 км от Белци, 45 км от Яш.

## Икономика
Има лека, хранителна (месна, консервна, винена) промишленост; биохимически завод; производство на художествена керамика, килими и др.
Важен железопътен възел. В Унген се намира гранично-пропускателен пункт с митница на границата с Румъния.

## Личности
- Ай Ей Ел Дайамонд (ист. име Ицик Домнич; 27 юни 1920, Унген – 21 април 1988, Бевърли Хилс, Калифорния), холивудски сценарист, специализирал се по комедии